# Мересниця Чекановського
Мересниця Чекановського або гольян Чекановського (Rhynchocypris czekanowskii) — вид коропоподібних риб родини Ялецеві (Leuciscidae).

## Поширення
Мешкає на північному сході Азії в басейні річок Колима та Індигірка; в Амурі, у річках островів Сахалін та Великий Шантар, а також у тундрових озерах басейну Північного Льодовитого океану.

## Опис
Гольян Чекановського невелика за розмірами риба, довжина тіла до 12 см, маса — до 30 г. Забарвлення тіла коричнево-золотисте, або зеленувато-золотаве, черевце світле. На боках темні дрібні плями, луска дуже дрібна. Тіло злегка стисле з боків.

## Спосіб життя
Зазвичай зустрічається в річках на плесових ділянках, ямах нижче перекатів, відзначений на дільницях і з великими швидкостями течії.
Нерест відбувається в кінці червня-початку липня, при температурі води 16 — 19 °C. Залежно від температури води терміни нересту можуть зміщуватися на 7-10 днів.
Основна їжа в літній період — личинки безхребетних (одноденок, хірономід, струмковиків); молюски, нитчасті, діатомові і синьо-зелені водорості, повітряні комахи. Промислового значення не має.